# Batalla de Kíiv (1943)
La batalla de Kíiv de 1943 descriu 3 operacions estratègiques (dues d'ofensives i una de defensiva) de l'Exèrcit Roig, i un contraatac operatiu de la Wehrmacht, que tingueren lloc tot just després de la fracassada ofensiva alemanya a Kursk durant la Segona Guerra Mundial. Aquestes 4 operacions tingueren lloc entre el 3 d'octubre i el 22 de desembre de 1943. L'Exèrcit Roig llançà la seva primera ofensiva d'estiu en tota la guerra, fent retrocedir al malmès Grup d'Exèrcits Sud del Mariscal von Manstein fins al riu Dnièper. Allà, Manstein provà de què les seves tropes descansessin i s'avituallessin, però no va poder. La Stavka ordenà que el Front Central (Front de Belarús el 20 d'octubre de 1943) i que el Front de Voronej (1r Front d'Ucraïna el 20 d'octubre de 1943) travessessin el Dnièper abans que els alemanys poguessin arribar a les seves zones d'avituallament. Quan això es demostrà impossible a l'octubre, la tasca va ser encomanada al 1r Front d'Ucraïna, recolzat per unitats del 2n Front d'Ucraïna. El 1r Front d'Ucraïna, comandat per Nikolai Vatutin, va poder establir caps de pont al nord i al sud de la ciutat de Kíiv. El seu adversari seria el veterà IV Panzerarmee del General Hermann Hoth.
L'estructura de les operacions estratègiques des del punt de vista soviètic seria:
- Operació Ofensiva Estratègica de Kíiv (octubre) (1 a 24 d'octubre de 1943), pels Fronts Central i Voronej

Operació Ofensiva Txernòbil-Radomisl (1-4 d'octubre de 1943)
Operació Defensiva Txernòbil-Gornostaipol (3-8 d'octubre de 1943)
Operació Ofensiva de Liutej (11-24 d'octubre de 1943)
Operació Ofensiva de Bukrin (12-15 d'octubre de 1943)
Operació Ofensiva de Bukrin (21-24 d'octubre de 1943)
- Operació Ofensiva Estratègica de Kíiv (novembre) (3 a 13 de novembre de 1943)

Contraatac de Rauss
- Operació Defensiva Estratègica de Kíiv (13 de novembre – 22 de desembre de 1943)

## Primera temptativa
A l'octubre de 1943, diversos exèrcits de Vatutin estaven tenint seriosos problemes intentant superar el terreny accidentat de la corba de Bukrin, el cap de pont meridional. El XXIV Panzerkorps del general Nehring, en una posició defensiva efectiva, tenia aclaparades les tropes soviètiques. Com a resultat, Vatutin decidí concentrar la seva força al cap de pont septentrional, a Lyutezh.
El 3r Exèrcit Blindat de la Guàrdia, comandat pel Mariscal de Tropes Blindades Pàvel Ribalko, es desplaçà cap al nord cap al cap de pont de Lyutezh, sota la cobertura de la foscor i els atacs de diversió de la corba de Bukrin. Grans formacions d'artilleria es desplaçaren cap al nord, sense ser percebuts pels alemanys.

## Etapa inicial de la segona temptativa
El matí del 3 de novembre de 1943, el IV Panzerarmee es va llevar amb un bombardeig soviètic massiu. Les tropes alemanyes que cobrien el cap de pont van ser destruïdes, i Kíiv va ser alliberada poc després. Els objectius del 1r Front d'Ucraïna eren dirigir-se ràpidament cap a l'oest per capturar les ciutats de Jitomir, Korosten, Berdítxiv i Fastov. Això tallaria l'enllaç ferroviari del Grup d'Exèrcits Centre i seria el primer pas per encerclar el Grup d'Exèrcits Sud.
El pla era ambiciós, però Vatutin l'executà molt bé. Manstein, de tarannà tranquil i calmat, estava preocupat. Mentre que els tancs de Ribalko avançaven pels carrers de Kíiv el 5 de novembre, Manstein discutia amb Hitler per alliberar els Cossos Panzer 48 i 40, per tal de disposar de tropes suficients per reconquerir Kíiv. El 48è Cos Panzer va ser compromès a Manstein, però Hitler es negà a divertir el 40è. A més, Hitler rellevà a Hoth del seu comandament, substituint-lo per Erhard Raus. El nou comandant tenia ordres de mitigar l'atac soviètic i asseguraren el flanc nord del Grup d'Exèrcits Sud i les comunicacions amb el Grup d'Exèrcits Nord. Diverses fonts van donar el 6 de novembre com a la data de l'alliberament de Kíiv. La 1a Brigada Independent Txecoslovaca semblava haver començat l'assalt el 5 de novembre a les 12:30, arribant al Dneipr a les 02.00 h l'endemà, i després d'endinsar-se pels suburbis occidentals de la ciutat, Kíiv va ser finalment alliberat a les 06:50 del 6 de novembre.

### Contraatac de Rauss

Moneda commemorativa de l'alliberament de Kíiv

Era una tasca difícil per a Rauss, fins i tot amb el Cos Panzer que havia rebut. Però tot i això, el 4t Exèrcit Panzer va ser reforçat, especialment amb artilleria i coets. Malgrat haver patit un gran nombre de baixes durant les etapes inicials de l'ofensiva de Vatutin, les divisions alemanyes tenien una força raonable. La primera unitat a arribar al 48è Cos Panzer va ser la recentment formada 25a Divisió Panzer, comandada pel General der Panzertruppen Georg Jauer, el 7 de novembre. El seu avanç sobre Fastov va ser aturat pel 7è Cos Blindat de la Guàrdia. Rybalko ben aviat va arribar a només 65km de Berdítxiv. Jitomir va ser capturada pel 38è Exèrcit, mentre que el 60è Exèrcit es trobava a les portes de Korosten, i el 40è Exèrcit es dirigia cap al sud de Kíiv. L'únic respir que van tenir els alemanys va ser quan el 27è Exèrcit, exhaust, se situà a la defensiva a la corba de Bukrin.
El IV Exèrcit Panzer tenia un greu problema. Això no obstant, la situació canvià amb l'arribada de l'elit de les formacions panzer, amb la 1a Leibstandarte SS Adolf Hitler, la 1a i la 7a Divisió Panzer, agrupades en el 48è Cos Panzer. Aquestes noves forces es dirigiren cap al nord cap a Brusilov, i llavors cap a l'oest per reconquerir Jitomir. Rybalco envià el seu 7è Cos Blindat de la Guàrdia per contraatacar l'assalt alemany, produint-se una gran batalla de tancs, encara que no tan gran com a Kursk. Aquesta situació continuà durant el final de novembre, fins que el llot de tardor aturà totes les operacions.
Ambdós bàndols van patir grans pèrdues. La taxa de baixes va ser equilibrada, encara que va ser una mica més alta pels soviètics. La 4a Panzer havia aconseguit algun espai per respirar amb la reconquesta de Jitomir i Korosten. Vatutin, mentre que hi havia l'aturament temporal, havia donat una bona imatge de si mateix durant el contraatac alemany. La STAVKA també estava enviant unes forces de reserva substancials al 1r Front Ucraïnès.

### Etapa final de la segona temptativa
El 5 de desembre, el fang s'havia congelat amb l'arribada de l'hivern rus. El 48è Cos Panzer va llançar un ample atac sobre Jitomir. Sorprenent als soviètics, els alemanys van aconseguir capturar el 60è exèrcit i el 13è cos soviètic. Reforçat amb la 2a divisió Fallschirmjäger, els alemanys es dirigiren cap a l'est. En una posició perillosa, el 60è Exèrcit es retirà de Korosten. Fastov també estava sent amenaçada, i els soviètics es trobaven en una situació desesperada.
A contracor, però sense cap altra opció, Vatutin demanà a la STAVKA més reserves, concedint-se-li el 1r Exèrcit Blindat i el 18è Exèrcit. Aquestes unitats, juntament amb alguns cossos extrets d'altres sectors, van afanyar-se per dirigir-se a correcuita a l'oest per aturar l'avanç alemany. Amb una força més que suficient, els soviètics van aturar l'avanç alemany i van passar a l'ofensiva, reconquerint Brusilov. Ambdós bàndols estaven exhausts a finals de desembre, i la batalla de Kíiv arribà al final.

## Després de la batalla
Encara que els soviètics no havien aconseguit trencar l'enllaç ferroviari amb el Grup d'Exèrcits Centre o envoltar el Grup d'Exèrcits Sud, havien aconseguit alliberar Kíiv, trencar la línia del Dniepr i causat un nombre enorme de baixes al 4t Exèrcit Panzer. Els alemanys, pel seu costat, havien destruït diverses formacions soviètiques importants i mantenien obert un enllaç ferroviari vital. Però no hi hauria descans. Pocs dies després que el 48è Cos Panzer fos retirat per descansar i reforçar-se, els soviètics llançaren la seva ofensiva d'hivern la nit de Nadal. L'anomenada Ofensiva del Front de Veronej aconseguí fer recular als alemanys fins a la frontera polonesa de 1939 el 3 de gener de 1944.